# 澳門巴士N4路線
澳門巴士N4路線是由澳巴經營，往返工業園街和筷子基北灣的夜間巴士路線。

## 簡介及歷史
- 2014年12月18日，配合珠澳跨境工業區口岸實行新通關安排，本線開設，由澳門新時代公共汽車股份有限公司經營。[1]
- 2015年8月29日，本線起始站由跨境工業區調整至工業園街。[2][3]
- 2016年11月9日，調整本線服務時間為00:10-05:50（工業園街）、00:00-06:00（筷子基北灣），班距20分鐘。[4]
- 2018年8月1日，本線改由澳門公共汽車有限公司經營。自此之後，澳門所有夜間路線專營權正式被澳巴壟斷。
- 2021年8月7日，為配合青茂口岸即將啟用，多個巴士站開始改名：
  - “鴨涌河變電站”站改名為“青茂／鴨涌河變電站”站。
  - “青葱大廈” 站改名為“青茂／青葱大廈”站。[5]
- 2022年5月23日起，配合跨境工業區邊檢大樓臨時調整通關時間措施，本線暫停營運。[6]

## 本線特色
- 本線曾是首條及唯一一條由新時代開辦的通宵巴士路線。
- 本線為行車里數最短的夜間巴士路線。

## 使用車輛
2018年9月1日前：
- 宇通ZK6902HG

2018年9月1日起：
- 五洲龍FDG6951G

2022年2月中旬起：
- 五洲龍FDG6751G

## 電牌

### 往青洲方向
- 2015年8月29日前，中文頭牌顯示為：跨境工業區
- 2015年8月29日後，中文頭牌更改為：工業園街

## 路線資料

### 收費
| 收費類別 | 收費類別       | 收費類別 | 費用 |
| -------- | -------------- | -------- | ---- |
| 現金     | 現金           | 現金     | $6.0 |
| 澳門通   | 全民卡         | 未實名   | $6.0 |
| 澳門通   | 全民卡         | 已實名   | $3.0 |
| 澳門通   | 澳門錢包乘車碼 |          | $3.0 |
| 澳門通   | 學生卡         | 學生卡   | $1.5 |
| 澳門通   | 長者卡         | 長者卡   | 免費 |
| 澳門通   | 殘疾卡         |          | 免費 |

### 服務時間及班距
| 服務時間                      | 每天        |
| ----------------------------- | ----------- |
| 工業園街                      | 00:10-05:50 |
| 筷子基北灣                    | 00:00-06:00 |
| 班距                          | 18-20分鐘   |
| 懸掛八號風球後1小時開出尾班車 |             |

### 路線停站
| N4   | 工業園街 ↔ 筷子基北灣 | 工業園街 ↔ 筷子基北灣  | 工業園街 ↔ 筷子基北灣 | 工業園街 ↔ 筷子基北灣 | 工業園街 ↔ 筷子基北灣  | 工業園街 ↔ 筷子基北灣 |
| 序號 | 往程                  | 往程                   | 往程                  | 返程                  | 返程                   | 返程                  |
| 序號 | 站號                  | 站名                   | 出入境口岸            | 站號                  | 站名                   | 出入境口岸            |
| 1    | M267                  | 工業園街               | 跨境工業區邊檢大樓    | M95/1                 | 沙梨頭北街／筷子基北灣 |                       |
| 2    | M6                    | 青茂／鴨涌河變電站     | 青茂口岸澳門邊檢大樓  | M273                  | 青茂／青蔥大廈         | 青茂口岸澳門邊檢大樓  |
| 3    | M95/1                 | 沙梨頭北街／筷子基北灣 |                       | M267                  | 工業園街               | 跨境工業區邊檢大樓    |

## 客量
據2014年12月11日至31日期間交通事務局公佈的數據，使用電子貨類儲值咭搭乘客流平均每晚約110人，即每班只有約3人乘搭，平均載客率只有4.5%。

本線主要服務對象為大陸勞工、學生和澳門居民，但數間博彩企業提供員工巴士接載員工前往跨境工業區，成為本線客量偏低的主因。2022年2月中旬起更改為以小巴行走。

## 近況
2021年9月8日，青茂口岸的落成啟用並實施24小時通關，跨境工業區邊檢大樓夜間通關措施暫維持不變。2022年5月21日00:00起，珠澳跨境工業區專用口岸通關時間臨時調整為每日07:00-00:00通關。因此2022年5月23日起本線暫停營運。

## 圖片集

### 新時代時期

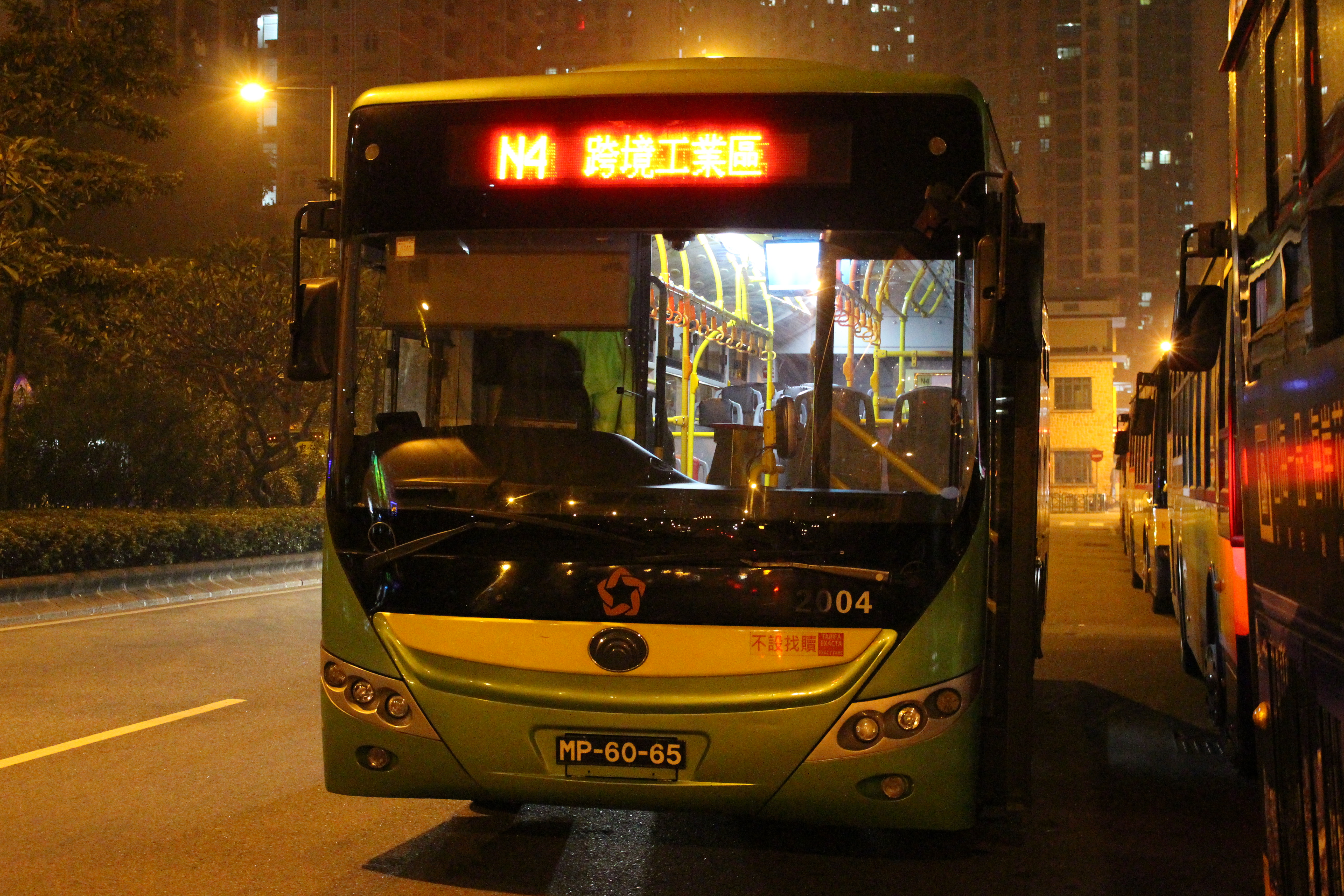
宇通ZK6902HG

### 澳巴時期

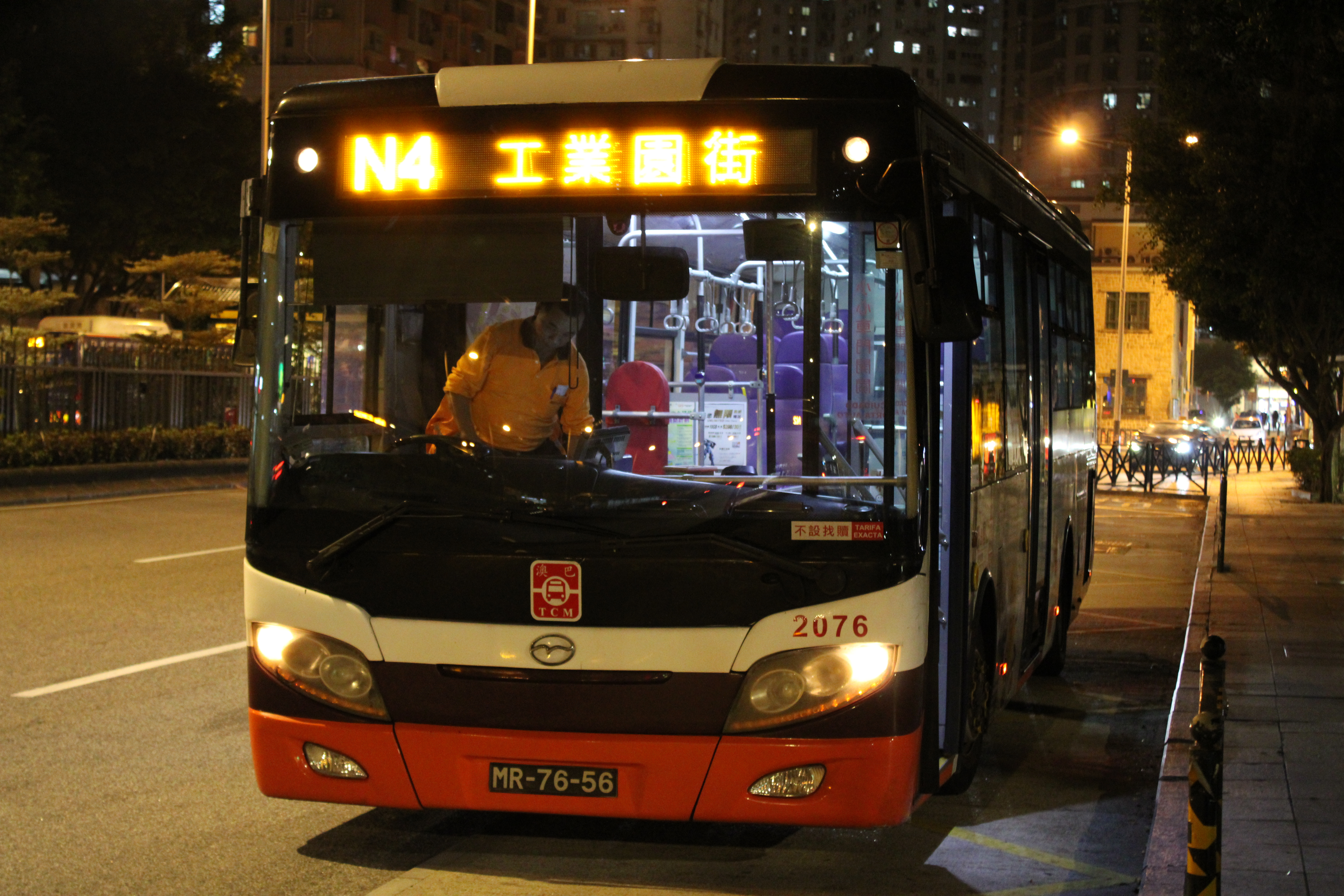
五洲龍FDG6951G
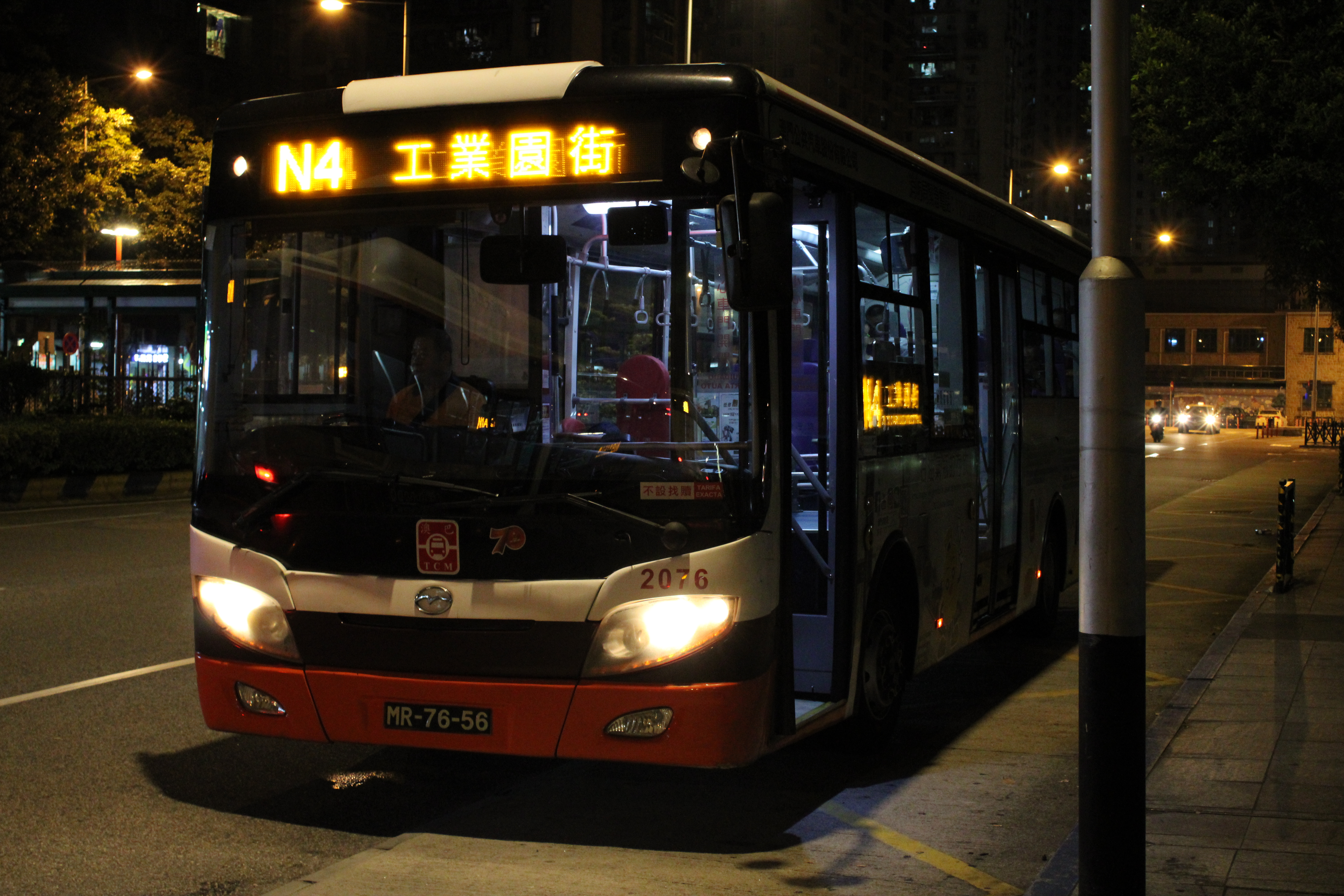
五洲龍FDG6951G

## 外部連結
- 澳門公共汽車股份有限公司（官方網站） （页面存档备份，存于）